# Relaciones México-Palaos
Las naciones de México y Palaos establecieron relaciones diplomáticas en 2001. Ambas naciones son miembros de las Naciones Unidas.

## Historia
México y Palaos establecieron relaciones diplomáticas el 17 de octubre de 2001. Los vínculos se han desarrollado principalmente en el marco de foros multilaterales. 
En marzo de 2002, el presidente de Palaos, Thomas Remengesau, Jr., visitó Monterrey, México, para asistir a la Conferencia Internacional sobre la Financiación para el Desarrollo junto con su homólogo mexicano, Vicente Fox.
En noviembre de 2010, el gobierno de Palaos envió una delegación de cinco miembros, encabezado por el presidente de Palaos, Johnson Toribiong; para asistir a la Conferencia de las Naciones Unidas sobre el Cambio Climático de 2010 en Cancún, México.
En 2023, ambas naciones celebraron 22 años de relaciones diplomáticas.

## Misiones diplomáticas
- México está acreditado ante Palaos a través de su embajada en Manila, Filipinas.[5]
- Palaos no tiene una acreditación para México.